# Сьо Хо
Сьо Хо (яп. 尚豊; 9 грудня 1590 — 23 червня 1640) — 14-й ван Рюкю в 1620—1640 роках.

## Життєпис
Походив з Другої династії Сьо. Старший син Сьо Кю, удуна (князя) Кіна. Народився 1590 року. 1616 року за підтримки клану Сімадзу призначається кокусьо (головним державним радником). 1617 року стає сессей (першим міністром). 1619 року оголошений спадкоємцем трону з отримання титулу принца Накагусуку.
1620 року після смерті вана Сьо Неі перебрав владу. 1621 року визнаний ваном Шімадзу Іехіса. Також від останнього отримав схвалення з призначення сановників на посади та внутрішні заходи. Лише 1623 року відправив посольство до Китаю, що викликало невдоволення мінських урядовців. Втім вдалося домовитися про дипломатичні контакти 1 раз на 5 років.
Поширення вирощування батату, а з 1623 року — цукрової тростини, значно поліпшило становище селянства та сприяло вирішенню проблем голоду в державі. Сьо Хо сприяло створенню господарств з переробки цукрової тростини.
1629 року відновив систему курамото на острові Міяко (тут першим головою-дзайбаном став Кісяба Печін), а 1632 року — на островах Яеяма.
Втім обмеження, накладенні на Рюкю «15 заборонами» призвели до обмеженні торгівельних операцій та потужної фінансової кризи. Справа дійшла до того, що у 1631 року рюкюсці не змогли відправити посольство до Китаю. На Рюкю відправлено було першого дзайбанбугьо (намісник Сацума-хана на Рюкю) Кавакамі Тадаміті, який надав вану тотогін (кредит сріблом), розширив основу васальної торгівлі, продаючи свої товари. Але Тамагусуку Нусідорі, чиновник який відповідав за данницькі судна до Китаю, відмовився купувати японський шовк і низькосортні товари за високою ціною. Це викликало невдоволення Шімадзу Іехіса. очільника Сацума-хана. 1639 року Сьо Хо наказав стратити Тамагусуку стратити, а його підлеглих відправити у заслання. З цього часу уряду Рюкюд довелося закуповувати крам для данини у Сацума-хана.
Помер Сьо Хо 1640 року. Йому спадкував син Сьо Кен.